# Grüne Buschviper
Die Grüne Buschviper (Atheris squamigera), auch Rankschuppige Buschviper, ist eine Art der an das Baumleben angepassten Buschvipern (Atheris) innerhalb der Vipern (Viperidae). Diese Art hat von allen Atheris-Arten das größte Verbreitungsgebiet und ist über einen großen Teil Zentralafrikas verbreitet. Trotz ihres etablierten deutschen Namens weist die durchschnittlich nur etwa 50 cm lange Schlange ein großes Färbungsspektrum auf. Die Art ist nachtaktiv und ernährt sich vor allem von kleinen Säugetieren.

## Merkmale
Die Grüne Buschviper ist mit einer maximalen Körperlänge von etwa 80 cm wahrscheinlich die größte Art der Buschvipern. Die durchschnittliche Körperlänge liegt bei etwa 45 bis 50 cm, wobei die Weibchen im Regelfall größer als die Männchen sind. Bei einer Untersuchung einer Population in Nigeria war das längste gefundene Männchen 67,0 cm und das längste Weibchen 70,5 cm lang.
Die Grundfarbe der Art ist sehr variabel und kann auch regional unterschiedlich ausgeprägt sein (starker Polymorphismus). Der Rücken zeigt dabei meistens einen Grünton, der von sehr hellem Grün bis zu sattem Dunkelgrün reicht. Zudem gibt es blaugrüne, bläuliche, olivgrüne und sehr viel seltener gelbe, rötliche und graue Individuen. Dabei gibt es Populationen, in denen nur eine Farbe vorkommt, und andere, bei denen sogar innerhalb eines Wurfes mehrere Farbvarianten vorhanden sind.
Die Einzelschuppen sind stark gekielt, wobei der Kiel häufig heller als die Schuppe selbst ist. Durch hellere Schuppen entstehen zudem helle Quer- oder Winkelbänder, wobei letztere vor allem auf dem Schwanz ausgeprägt sind. Insgesamt weist eine ausgewachsene Schlange etwa 30 Querbänder und 10 bis 20 Winkelbänder am Schwanz auf, die mehr oder weniger deutlich erkennbar sind. Die Zwischenräume zwischen den Schuppen besitzen eine schwarze Färbung, die vor allem sichtbar ist, wenn die Rückenhaut gedehnt ist. Die Bauchseite sowie die Unterseite des Schwanzes sind hell- bis dunkelgrün oder gelblich und können gleichmäßig gefärbt sein oder eine sehr starke schwarze Sprenkelung aufweisen. Die Kehle kann gelb gefärbt sein und am Schwanzende ist die Unterseite elfenbeinfarben; diese Färbung reicht über etwa 10 Subcaudalia. Am Übergang vom Rücken zum Bauch kommen paarweise helle Flecken vor. Jungschlangen sind dunkel-olivgrün mit gewellten helleren Streifen, die dunkler gerandet sind. Bei ihnen ist die Bauchseite heller olivgrün. Die Erwachsenenfärbung bekommen die Tiere nach etwa drei bis vier Monaten.
Der Kopf ist breit dreieckig und flach mit einem sehr weit zu öffnenden Maul. Er ist deutlich vom schlanken Körper abgesetzt und dachziegelartig mit gekielten Schuppen besetzt. Zwischen den Augen befinden sich 7 bis 9 Interorbitalia und um das Auge sind 10 bis 18 Circumorbitalia angeordnet. Zwischen dem Nasale und den Augenumrandungen befinden sich zwei Schuppen. Das Rostrale an der Kopfvorderseite ist von oben nicht erkennbar und die kleinen Schuppen oberhalb des Rostrale sind von sehr großen Schuppen auf beiden Seiten flankiert. Die Nasenlöcher liegen seitlich. Die Maulrandung wird von 9 bis 12 Supra- und ebenso vielen Sublabialia gebildet. Zwischen den Circumorbitalia und den Supralabialia liegen ein bis zwei (selten mehr) Schuppenreihen. Die Kopfunterseite besitzt 2 bis 3 Kinnschilde und die gekielten Gularia.
Um die Körpermitte liegen bei den Weibchen 15 bis 23 und bei den Männchen 11 bis 17 Schuppenreihen aus stark gekielten Schuppen. Die Bauchseite wird von 152 bis 175 Ventralia gebildet und der Schwanz besitzt 45 bis 67 Unterschwanzschilde (Subcaudalia). Die durchschnittliche Anzahl der Körperschuppen ist eventuell je nach Lebensraum bzw. Population unterschiedlich; so besitzen Vertreter der südlichen Wälder durchschnittlich 17 Körperschuppenreihen, 171 Ventralia und 52 Subcaudalia, während Individuen der nördlichen Steppengebiete im Mittel 21 Körperschuppenreihen, 168 Ventralia und 58 Subcaudalia besitzen.

## Verbreitung und Lebensraum
Die Grüne Buschviper hat ein Verbreitungsgebiet, das weite Teile Afrikas südlich der Sahara umfasst. Es reicht von Ghana im Westen über Nigeria, Kamerun und die Demokratische Republik Kongo östlich bis nach Uganda und West-Kenia und südwestlich bis nach Angola. Zwei männliche Individuen wurden zudem im Rumanyina Game Reserve in der Provinz Karagwe in Tansania gefunden. Sie stellen die einzigen Nachweise für Tansania dar und liegen nur wenige Kilometer vom Mpororo-Sumpf entfernt, in dem die Schwarzgrüne Buschviper (A. nitschei) lebt.
Der Lebensraum der Grünen Buschviper umfasst wie bei allen Arten dieser baumlebenden Gattung vor allem Waldgebiete der Tropen. Entsprechend besteht das Habitat vor allem aus Regenwald, die Schlange ist jedoch auch in lichteren Waldgebieten und sogar in angrenzenden Savannen anzutreffen. In Primärwäldern ist die Art stark arboricol lebend, in lichteren Gebieten lebt sie in Gebüschen und auch in hohem Gras. In Nigeria wurde sie in Sekundärwaldgebieten sowohl in trockeneren, als auch in Überflutungsgebieten nachgewiesen.

## Lebensweise

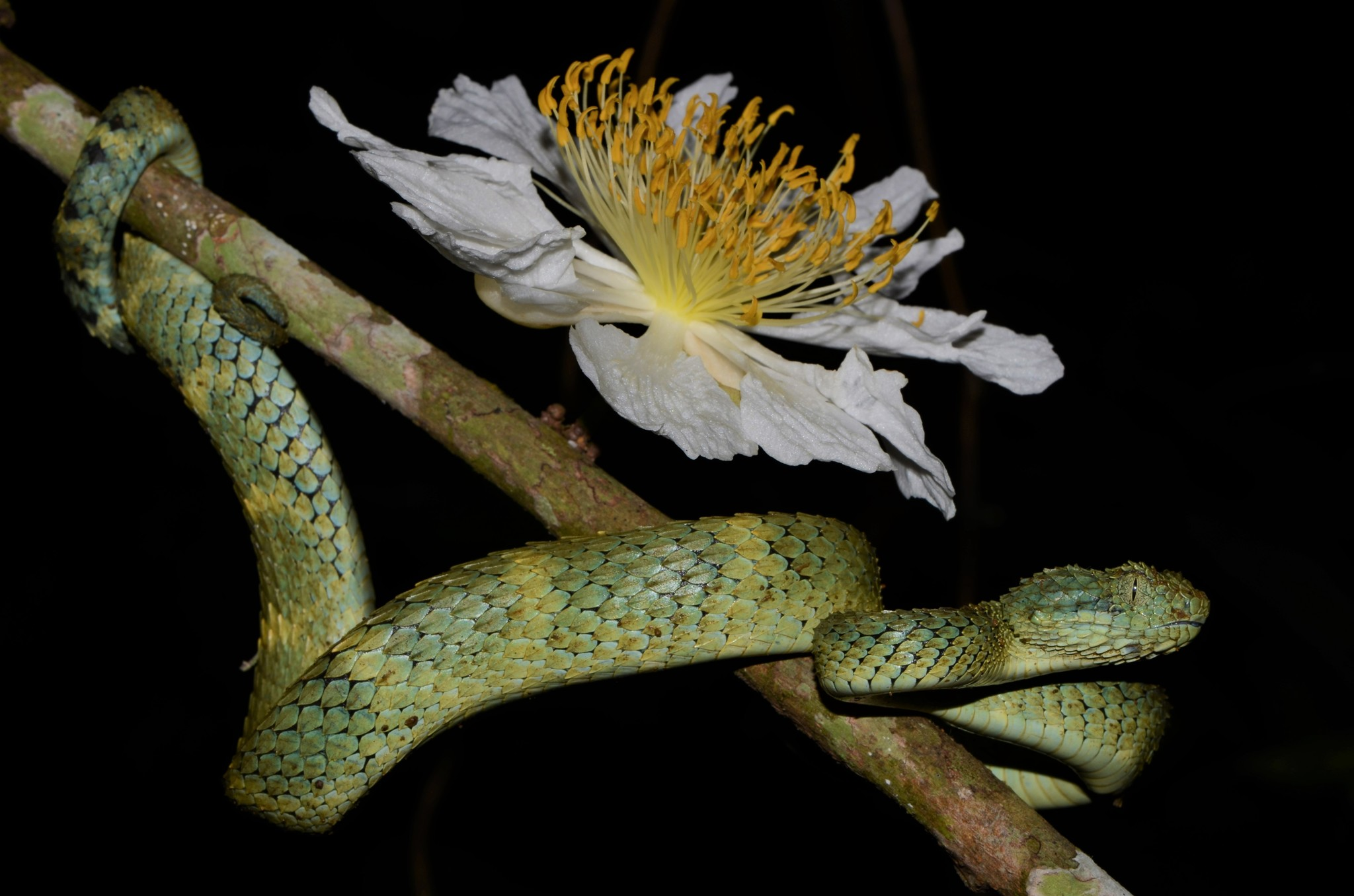

Die Grüne Buschviper ist primär nachtaktiv und hält sich tagsüber in den oberen Baumschichten auf, um sich von der Sonne aufwärmen zu lassen. Dabei ist sie vor allem aktiv bei hoher Feuchtigkeit, vor allem während der Regenzeiten. Sie ist sehr aufmerksam und schnell erregt, wenn sie gestört wird. In dem Fall verharrt sie still oder lässt sich bei anhaltender Störung durch das Laub fallen. Bei direkter Belästigung durch potenzielle Fressfeinde beißt sie zudem heftig zu.

### Ernährung
Die Grüne Buschviper ernährt sich vor allem von kleinen Säugetieren wie Mäusen. Nachgewiesen wurden u. a. Arten der Gattungen Dendroma, Mastomys und Leggado. Ausgewachsene Tiere, vor allem Männchen, erbeuten zudem kleine Vögel, während Jungtiere auch nach wechselwarmen Tieren wie Eidechsen und kleinere Schlangen jagen. Jungtiere nehmen außerdem regelmäßiger Nahrung auf als ausgewachsene Schlangen.
Die Schlange jagt, indem sie an einem Ast hängend auf in der darunterliegenden Laubschicht vorbeikommende Nagetiere und andere Beute lauert. In dieser Haltung nimmt sie auch Wasser auf, das auf ihrem hängenden Körper kondensiert und abwärts zum Kopf fließt.

### Fortpflanzung und Entwicklung
Die Grüne Buschviper paart sich vor allem in den sehr feuchten Monaten des Jahres; für Uganda wurde entsprechend eine Paarungszeit im Oktober bis November beschrieben. Paarungsrituale und Einzelheiten der Paarung sind nicht bekannt.
Die Schlange ist eilebendgebärend (ovovivipar); die Jungtiere werden nach sechs bis sieben Monaten Tragzeit geboren. Dabei bringen die Weibchen fünf bis sieben Jungschlangen in einem Wurf zur Welt, wobei in einem Wurf verschiedene Farbvarianten vorkommen können. Nach Beobachtungen im Terrarium nehmen die Jungschlangen teilweise kleine Frösche als Nahrung an, entsprechende Beobachtungen aus dem Freiland existieren nicht.

## Taxonomie
Die Erstbeschreibung der Grünen Buschviper erfolgte durch den Herpetologen Edward Hallowell im Jahr 1854 unter dem Namen Echis squamigera. Wilhelm Peters stelle die Art 1864 in die 1862 durch Edward Drinker Cope etablierte Gattung Atheris.

### Systematik
Innerhalb der Echten Vipern (Viperinae) wird die Grüne Buschviper als Art innerhalb der Gattung der Buschvipern (Atheris) eingeordnet. Die Gattung Atheris enthält heute je nach Betrachter 8 bis 12 anerkannte Arten.
Die Grüne Buschviper wird sowohl auf der Basis morphologischer Untersuchungen, Bewertungen des Plasma-Albumins wie auch durch DNA-Untersuchungen als Schwesterart der Rauschuppen-Buschviper (A. hispida) angesehen, wodurch eine gemeinsame Abstammung der beiden Atheris-Arten mit stark gekielten Schuppen wahrscheinlich ist:
|  | \| \| Rauschuppen-Buschviper (A. hispida) \| \| \| \| \| \| Grüne Buschviper (A. squamigera) \| \| \| \| |
|  | |
|  | Sonstige Buschvipern                                                                                     |
|  | |
|  | Rauschuppen-Buschviper (A. hispida)                                                                      |
|  | |
|  | Grüne Buschviper (A. squamigera)                                                                         |
|  | |

|  | Rauschuppen-Buschviper (A. hispida) |
|  |                                     |
|  | Grüne Buschviper (A. squamigera)    |
|  |                                     |

|  | \| \| Rauschuppen-Buschviper (A. hispida) \| \| \| \| \| \| Grüne Buschviper (A. squamigera) \| \| \| \| |
|  | |
|  | Sonstige Buschvipern                                                                                     |
|  | |
|  | Rauschuppen-Buschviper (A. hispida)                                                                      |
|  | |
|  | Grüne Buschviper (A. squamigera)                                                                         |
|  | |

|  | Rauschuppen-Buschviper (A. hispida) |
|  |                                     |
|  | Grüne Buschviper (A. squamigera)    |
|  |                                     |

|  | \| \| Rauschuppen-Buschviper (A. hispida) \| \| \| \| \| \| Grüne Buschviper (A. squamigera) \| \| \| \| |
|  | |
|  | Sonstige Buschvipern                                                                                     |
|  | |
|  | Rauschuppen-Buschviper (A. hispida)                                                                      |
|  | |
|  | Grüne Buschviper (A. squamigera)                                                                         |
|  | |

|  | Rauschuppen-Buschviper (A. hispida) |
|  |                                     |
|  | Grüne Buschviper (A. squamigera)    |
|  |                                     |

|  | \| \| Rauschuppen-Buschviper (A. hispida) \| \| \| \| \| \| Grüne Buschviper (A. squamigera) \| \| \| \| |
|  | |
|  | Sonstige Buschvipern                                                                                     |
|  | |
|  | Rauschuppen-Buschviper (A. hispida)                                                                      |
|  | |
|  | Grüne Buschviper (A. squamigera)                                                                         |
|  | |

|  | Rauschuppen-Buschviper (A. hispida) |
|  |                                     |
|  | Grüne Buschviper (A. squamigera)    |
|  |                                     |

### Interne Systematik
Innerhalb der Art wurden verschiedene Unterarten beschrieben. Von diesen werden heute nur noch die Nominatform A. s. squamigera und A. s. robustus als valide betrachtet. Die einige Zeit als eigene Art A. laeviceps betrachteten Buschvipern mit gelblich-grüner Färbung aus dem Zentralkongo sowie die ebenfalls auch heute noch häufig als eigene Art betrachtete A. anisolepsis werden heute als Synonyme zur Nominatform der Grünen Buschviper betrachtet.
Die Unterart A. s. robustus wird als etwas massiger in der Körpergestalt beschrieben und unterscheidet sich aufgrund der Kopf- und Körperbeschuppung von der Nominatform. Sie ist ausschließlich aus dem Regenwaldgebiet der Provinz Ituri, Demokratische Republik Kongo, bekannt.

## Schlangengift
Das Gift der Grünen Buschviper wirkt bei Kleinsäugern, die den Großteil der Beute der Schlange ausmachen, sehr schnell. Für Mäuse mit einem Durchschnittsgewicht von 16 bis 18 g wurde eine letale Dosis LD50 von 11 μg dokumentiert. Genauere Untersuchungen zur Zusammensetzung, zu Giftmengen und der Giftwirkung wurden allerdings noch nicht beschrieben. Wie bei allen Viperngiften stellen allerdings Phospholipasen einen zentralen Bestandteil dar.
Wie die meisten Viperngifte ist auch das Gift der Grünen Buschviper vor allem hämotoxisch und zerstört entsprechend vor allem Zellen des Blutes und die sie umgebenden Gewebe durch verschiedene Proteasen. Zu den wirksamsten Bestandteilen des Giftes gehören zudem Proteine, die die Blutgerinnung unterdrücken und damit gemeinsam mit den gewebezerstörenden Anteilen innere Blutungen verursachen. Neben diesen gibt es zudem neurotoxische Bestandteile, die auf das Nervensystem des Opfers wirken und Lähmungen und andere Symptome hervorrufen.
Die Grüne Buschviper wird allgemein als wenig gefährlich für den Menschen eingeschätzt, vor allem, da die Begegnungen zwischen diesem und der baumlebenden Schlange nur sehr selten sind. Auch das Gift selbst wird meist als relativ ungefährlich eingeschätzt, vor allem aufgrund der geringen Mengen, die diese kleinen Schlangen bei einem Biss einspritzen. Es gibt allerdings eine Reihe von dokumentierten Bissunfällen mit stärkerer Wirkung und mindestens einen beschriebenen Todesfall durch das Gift der Schlange.

## Belege

### Zitierte Belege
Die im Text vorhandenen Informationen entstammen im Wesentlichen der in der Literatur gelisteten Monographie Mallow u. a. 2003, darüber hinaus werden folgende Quellen zitiert:
1. 1 2 3 4 5 6  Lawson & Ustach 2000, Mallows u. a. 2003.
2. 1 2 3 4 5 6 7  Mallows u. a. 2003.
3. 1 2 3 4  Luiselli u. a. 2000.
4. ↑  W. Peters: Eine neue Art der Baumvipern, Atheris polylepis, aus Liberia. In: Monatsberichte der Königlichen Preussischen Akademie der Wissenschaften zu Berlin. 1864, 1864, S. 642–645.
5. ↑  ITIS unterscheidet nur 8 Arten, Mallow u. a. führen 12 Arten auf
6. ↑  H.-W. Herrmann, U. Joger: Evolution of viperine snakes. Symp zool. Soc. London 70, 1997, S. 43–61.
7. ↑  P. Lenk, S. Kalayabina, M. Wink, U. Joger: Evolutionary relationships among the true vipers (Reptilia: Viperidae) inferred from mitochondrial DNA sequences. In: Molecular Phylogenetics and Evolution. 19, 2001, S. 94–104. (Volltext-PDF)
8. ↑  S. Spawls, B. Branch: The Dangerous Snakes of Africa. Ralph Curtis Books, Sanibel Island, FL 1995, ISBN 0-88359-029-8.